# 吉斯-42
吉斯-42是苏联第二次世界大战时期生产使用的半履带卡车。用作炮兵牵引越野车。1942年至1946年生产。 

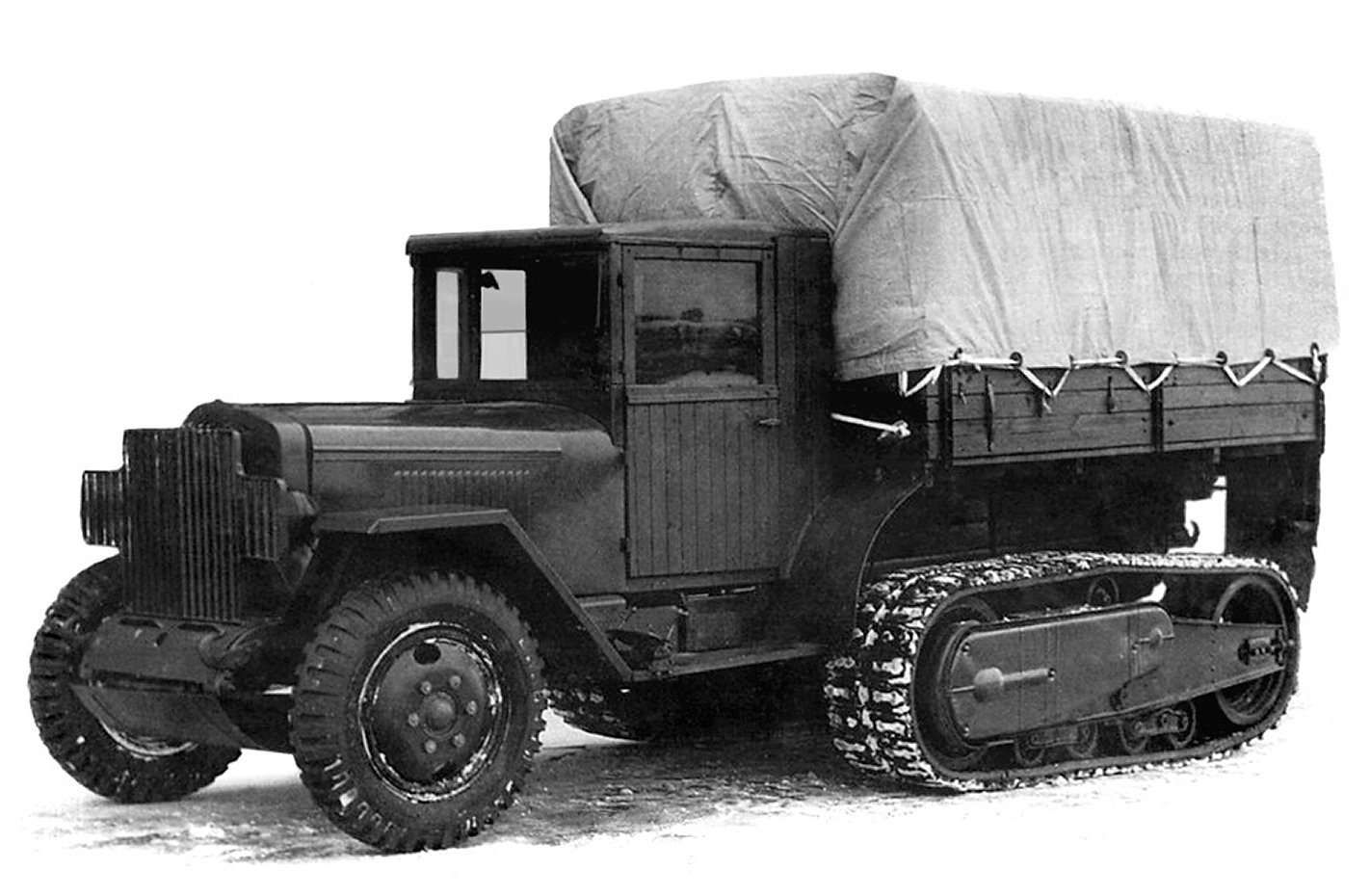
吉斯-42M

## 历史
1939-1940年的苏芬战争证明，缺少一种高效、可靠的全地形车辆。吉斯-22半履带牵引车暴露出很多缺点：履带橡胶块很容易脱落；转向轮方向机容易损坏；经常没有刹车；机动性差；动力不足（吉斯-5发动机73马力）；档位不合理，主要使用一档与二档，三档很少用；四档从来不用。最大的问题是在雪地、泥地中全地形能力不足：履带板容易被泥糊住，增加了阻力；驱动轮在结冰的履带板上打滑。 
汽车与拖拉机研究所的吉斯-22设计者，格里格利·阿波拉莫维奇·桑金彻底重新设计，于1940年春设计制造了吉斯-22-N(N表示“新”)。重量增加了545kg达到了5205kg，其中履带系统重达1973kg。

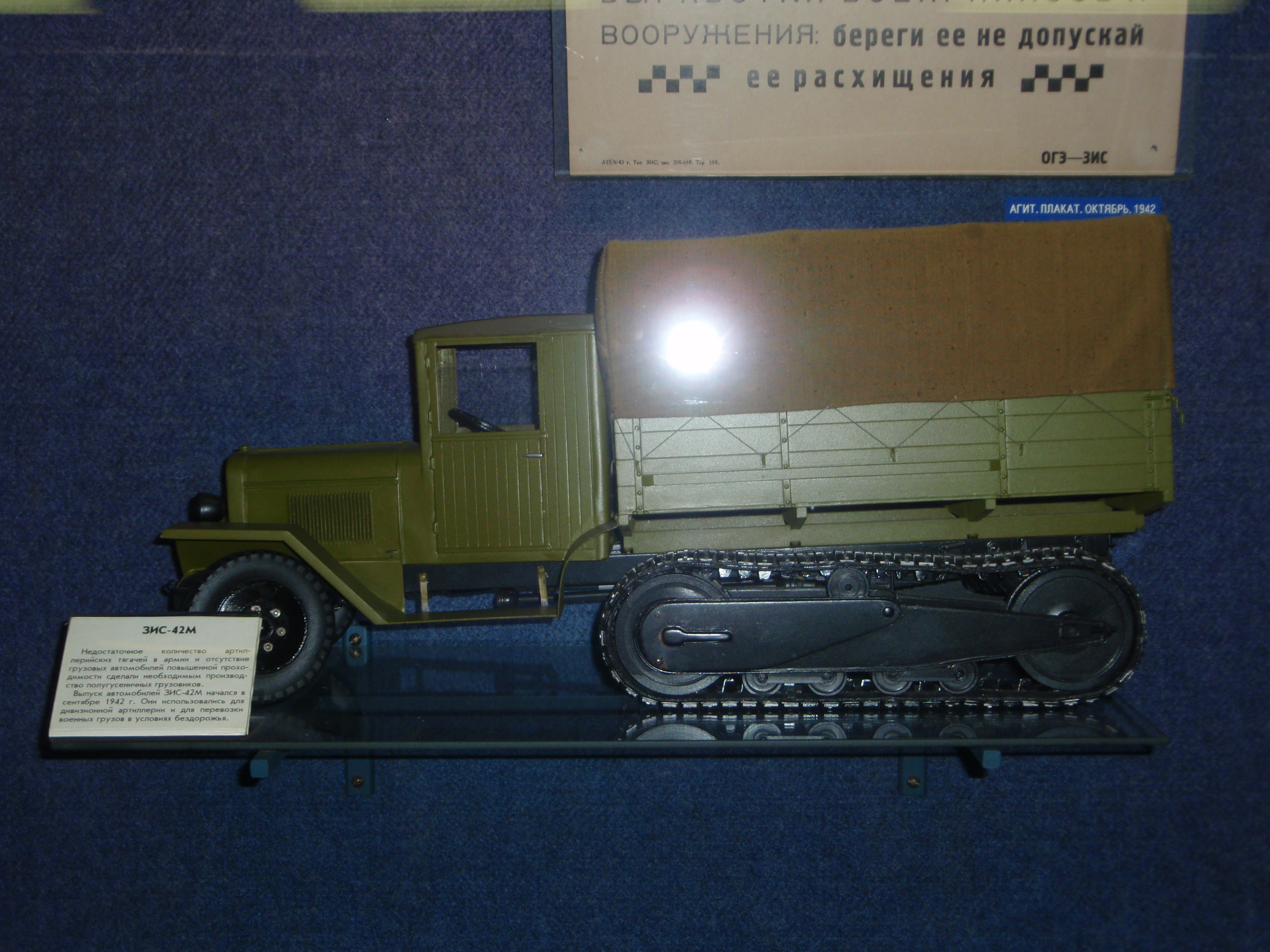
吉斯-42M的模型

下一个改进型号是吉斯-22-50，驱动轮只保留了前面的一对，简化了履带的张紧系统，省掉了拖带轮，原来的后驱动轮成了从动轮。在前驱动轮上装了靴刹车。变速箱出口安装了中央碟刹（来自吉斯-6）。油箱容积160升。换用了更大马力的吉斯-16的发动机（88马力）。最大车速38km/h。无载货时总重5845kg。 

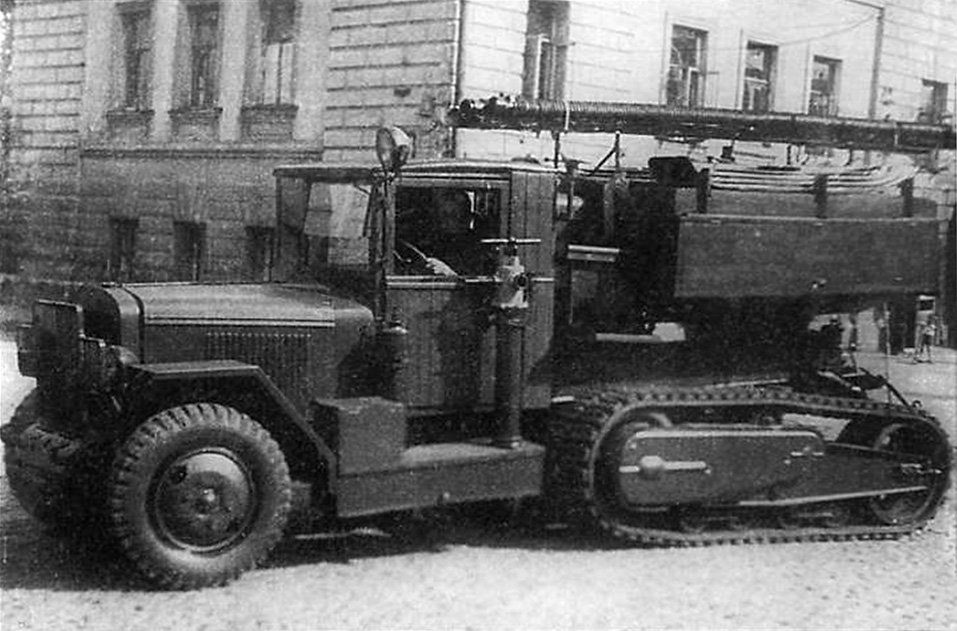
1942年吉斯-42消防车

为减少重量，再下一个型号是吉斯-22-52, 增加了履带橡胶使用，履带宽414mm，平均地面压力 0.433 kg / cm².  
　
1942年生产了几批吉斯-42后，从1942年底改进型号吉斯-42M开始生产。吉斯-41是半装甲牵引车用于122毫米榴弹炮或者57毫米ZIS-2加农炮的自行载具。吉斯-43是37毫米61-K高射炮的自行载具。 到战争结束前，苏联共生产了5931辆各型半履带车辆。1944年1月，使用半履带式越野货车向下诺夫哥多德市附近的苏军秘密运送了大量火炮，对德军发动了突然的、猛烈的火力打击，顺利实现了列宁格勒彻底解围会战任务。

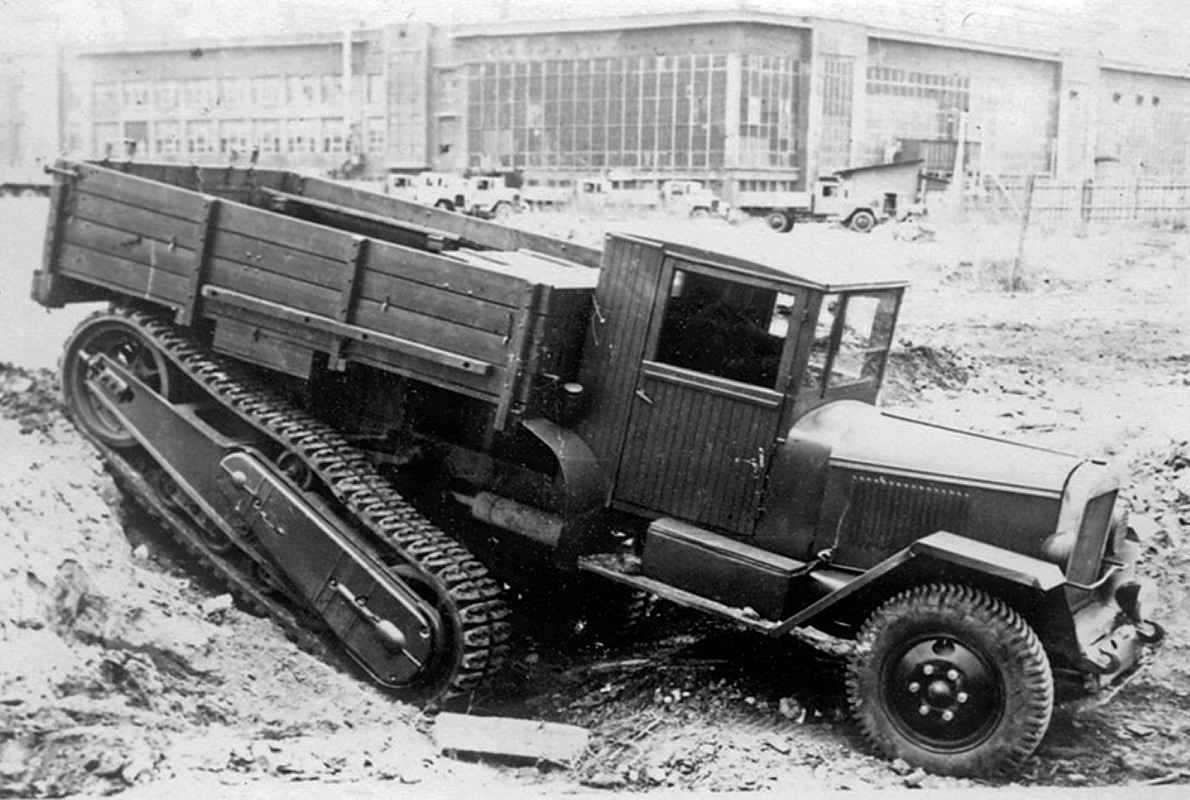
1942年4月27日正在测试的吉斯-42

## 性能
- 非牵引负重 - 2250 kg
- 牵引负重 - 1500 kg
- 雪地负重 - 1750 kg
- 拖车重量 - 2750 kg
- 全负重 - 4750 kg
- 驾驶室 - 2座
- 货箱 - 9人 (12-16)
- 长度 - 6097 mm
- 前轮滑雪状态长度 - 6745 mm
- 宽度 - 2360 mm
- 货箱高 - 2170 (2162) mm
- 带货棚高 - 2900 (2944) mm
- 前轮滑雪板压强 - 0.12 kg / cm²
- 公路牵引里程 - 390 km
- 越野牵引里程 - 197 km
- 最大速度 - 35,9 (41,8) km / h
- 牵引越障高度 - 17 °
- 最大垂直墙高度 0.32 (0.47) m